# السراي الكبير (حلب)
السراي الكبير ( (بالعربية: سراي حلب الكبير) ) كان المقر السابق للحاكم سوريا مدينة حلب. شُيَّد بين عامي 1928 و 1933 ليكون بمثابة المبنى الحكومي الرئيسي في المدينة. تم افتتاحه عام 1933 في عهد رئيس بلدية نبيه مارتيني.
يقع المبنى جنوب قلعة حلب ومجاورًا لمدخلها الرئيسي. وتحيط بها ساحة القلعة ومدرسة السلطانية من الغرب ومسجد الأطرش من الجنوب وقصر العدل وحمام يلبغا من الشرق والقلعة من الشمال.

## التاريخ

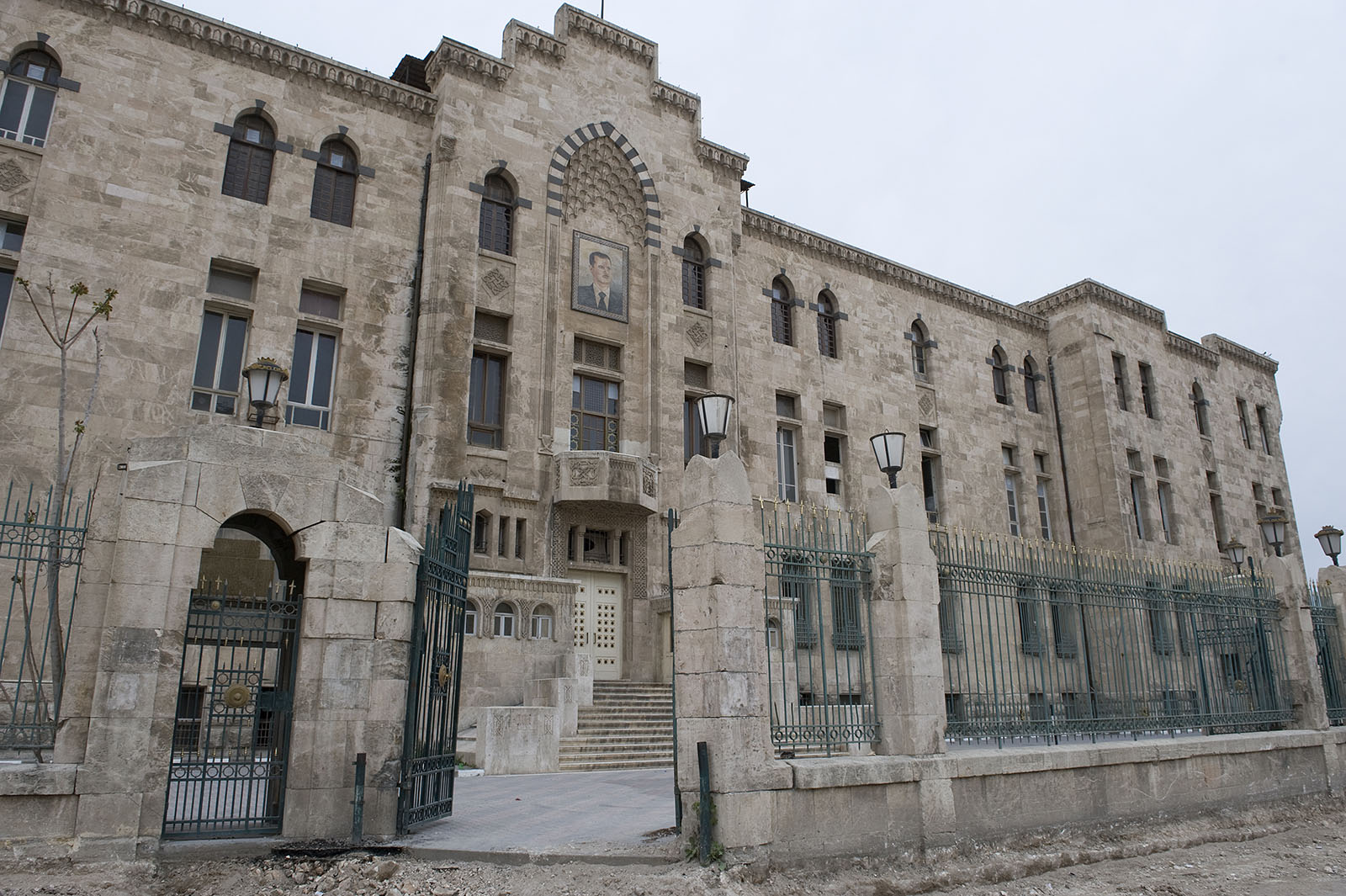
السراي الكبير في حلب عام 2009

جاءت فكرة بناء منزل حكومي جديد عندما أعلن الجنرال الفرنسي هنري غورو دولة حلب في سبتمبر 1920. لذلك، بدأ البناء عام 1928م، بعد تشكيل الدولة السورية تحت الانتداب الفرنسي .صمم المهندس المعماري السوري الأرمني كيغام أكغوليان السراي، بعدها تم الانتها من تنفيذ البناء تحت إشراف مهندس سوري أرمني آخر هو كيفورك بابويان .
افتتح المبنى في 15 أبريل 1933 ليصبح بيت الحكومة في حلب والمقر المنتظم للحاكم وعمدة المدينة. كانت بمثابة بيت الحكومة حتى عام 2008 ، عندما تم افتتاح المبنى الجديد لمجلس مدينة حلب.
في أغسطس 2014 ، تم تدمير المبنى بالكامل تقريبًا خلال الحرب الأهلية السورية ، من خلال انفجار تحت الأرض أجراه المتمردون المسلحون المتطرفون.